# موری گلد
موری گُلد (انگلیسی: Murray Gold؛ زادهٔ ۲۸ فوریهٔ ۱۹۶۹) موسیقی‌دان و آهنگساز اهل بریتانیا است. وی از سال ۱۹۹۴ میلادی تاکنون مشغول فعالیت بوده‌است.
از فیلم‌ها یا مجموعه‌های تلویزیونی که وی در آن‌ها نقش داشته‌است، می‌توان به بوسه زندگی، مرگ در تشییع جنازه، معشوقه شیطان و ورونیکا تصمیم می‌گیرد بمیرد اشاره نمود.